# بنتا أوس بن ثابت
بنتا أوس بن ثابت أورد لهما ابن الأثير حديث رواه ابن عباس قال: كان أهل الجاهلية لا يورثون البنات، ولا الولدان الصغار حتى يدركوا، فمات رجل من الأنصار من أصحاب الرسول محمد يقال له أوس بن ثابت، وترك ابنتين وابنا صغيرا، فجاء ابنا عمه وهما عصبته، فأخذا ميراثه كله، فذكر نزول قوله تعالى: وَيَسْتَفْتُونَكَ فِي النِّسَاءِ (النساء 27) وقوله تعالى يُوصِيكُمُ اللَّهُ فِي أَوْلَادِكُمْ (النساء : 11).